# Kariber

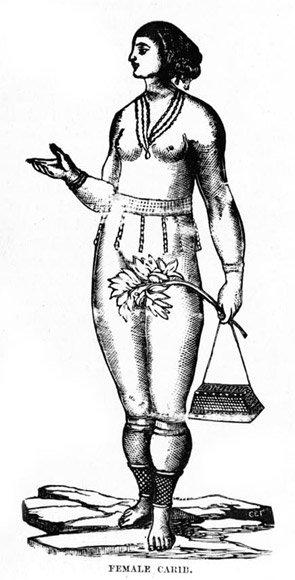
Teckning av en karibisk kvinna (1888)

Kariber (eller karaiber), ibland även kallade kalinago, är ett ursprungsfolk från Små Antillerna i Karibien.  De kan vara besläktade med de sydamerikanska kariberna (Kalina), men de talade ett obesläktat språk, ökaribiska. De talade också ett pidginspråk, som var besläktat med det språk som fastlandskariberna talade. Kariberna har gett namn åt Karibien och Karibiska havet.